# Auguste Serrurier
Auguste Serrurier (Denain (Nord), 25 de març de 1857 - ?) va ser un tirador amb arc francès, que va competir a finals de segle xix. El 1900 va prendre part en els Jocs Olímpics de París, en què guanyà dues medalles de plata en les modalitats de tir Sur la Perche à la Herse i Sur la Perche à la Pyramide del programa de tir amb arc.